# Clearwater (Nebraska)
Clearwater ist ein Ort im Antelope County im US-amerikanischen Bundesstaat Nebraska.

## Demografie
Laut United States Census Bureau hat Clearwater 400 Einwohner (Stand: 2019).

## Lage
Clearwater liegt im Nordosten Nebraska am U.S. Highway 275.

## Geschichte
1881 wurde durch die Fremont, Elkhorn and Missouri Valley Railroad das erste Depot an der Stelle des heutigen Ortes gebaut. Die Zeitung des Ortes, der Clearwater Record wurde 1901 gegründet. Seit 1902 gibt es im Ort Telefonanschluss und ein Abwassersystem wurde 1953 eingerichtet.